# روبرت ليفي
روبرت ليفي (بالإنجليزية: Robert Levi)‏ هو شخصية أعمال أمريكي، ولد في 1916، وتوفي في 1995.